# Bal des débutantes
Pour le roman, voir Le Bal des débutantes.

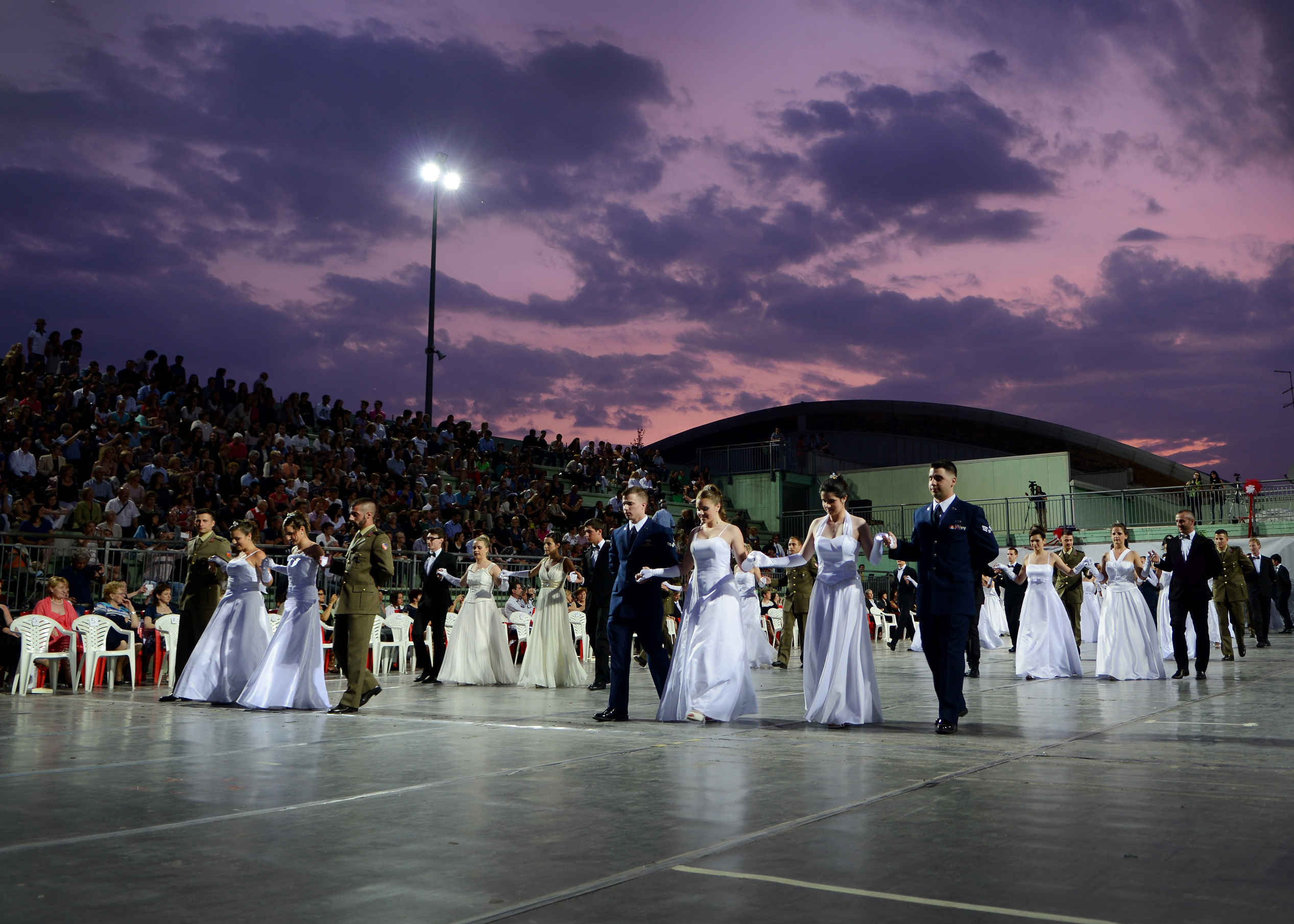
Les participants se présentent lors de la 15e édition du Ballo delle Debuttanti le 30 juin 2013, à Cordenons, en Italie. Le bal a accueilli 38 débutantes qui étaient accompagnées de membres de la 31e escadre de chasse, de la 132e Brigata corazzata (armée de terre italienne) et d'autres personnalités locales. (Photo de l'U.S. Air Force).

Un bal des débutantes, appelé coming-out party en anglais, est un bal formel qui comprend la présentation de débutantes pendant la saison, généralement au printemps ou en été. Les bals des débutantes peuvent nécessiter une formation préalable à l'étiquette sociale et aux bonnes mœurs. Le code vestimentaire est la cravate blanche et la queue de pie pour les hommes, et une robe de bal d'un blanc pur à longueur de plancher pour les femmes. De longs gants blancs sont généralement portés par les débutantes et sont considérés comme un symbole de féminité de la classe supérieure.

## Histoire

### Origine du Bal
L'origine historique du Bal des débutantes se trouve à la cour britannique du XVIIIe siècle. Le Bal des débutantes était un rituel qui permettait d'intégrer les jeunes filles « bien nées » à la cour. On rassurait ainsi les jeunes prétendants sur le fait que ces débutantes étaient du « même monde », alors que « la pression sociale pour se marier dans son milieu était considérable ». À la sortie du couvent, ces jeunes filles étaient présentées à la reine en robes blanches, longs gants blancs et diadèmes. « L'entrée dans le monde » des débutantes marquait le début de « The Season » : le calendrier mondain qui permettait aux élites anglaises de se retrouver à l'occasion de fêtes et d’événements très codifiés.
En 1780, le premier Bal, le « Queen Charlotte's Ball », fut organisé à l'initiative du roi George III, à l'occasion de l'anniversaire de sa femme, la reine Charlotte. Ce bal permit également de financer la maternité de l'hôpital Queen's Charlotte (en). Cette tradition britannique fut soutenue par les aristocrates français exilés en Grande-Bretagne pendant la Révolution. Ils contribuèrent au succès de « The Season », qui leur rappelait les plaisirs de la cour de Versailles.
Le Bal des débutantes se répandit dans plusieurs parties du monde. En Angleterre, la tradition perdura jusqu'en 1958, année où elle fut abolie par la reine Élisabeth II, décision approuvée par sa sœur, la princesse Margaret.
Aujourd'hui, les bals des débutantes traditionnels les plus connus du monde sont « l'International Debutante Ball » du Waldorf Astoria à New York ou en Europe, le Bal de Vienne.
La robe de cour était traditionnellement une robe de soirée blanche, mais les nuances d'ivoire et de rose étaient acceptables. La robe blanche comportait des manches courtes et des gants longs blancs, un voile attaché aux cheveux avec trois plumes d'autruche blanches et une traîne que la débutante tenait sur son bras jusqu'à ce qu'elle soit prête à être présentée. Les débutantes portaient des perles, mais beaucoup portaient également des bijoux appartenant à leur famille. Au fil du temps, les styles et la mode ont changé. Mais, la seule constante qui lie le débutant en Angleterre au débutant américain moderne, est le port de longs gants en cuir de chevreau blanc au-dessus du coude (= opéra). Ce genre de gant est connu depuis plus d'un siècle comme l'un des symboles les plus importants de la féminité de la classe supérieure. Une débutante sans gants n'est ainsi pas une vraie débutante.
C'est en 1957 que la France renoua avec la tradition britannique. Les débutantes en robes blanches, longs gants blancs et diadèmes, furent présentées à la comtesse de Paris par le danseur Jacques Chazot sur la scène de l'Opéra Garnier et à Versailles. 
Le dernier Bal de débutantes traditionnel français eut lieu en 1973.
En 1994, Ophélie Renouard créa le Bal des Débutantes.

## Galerie

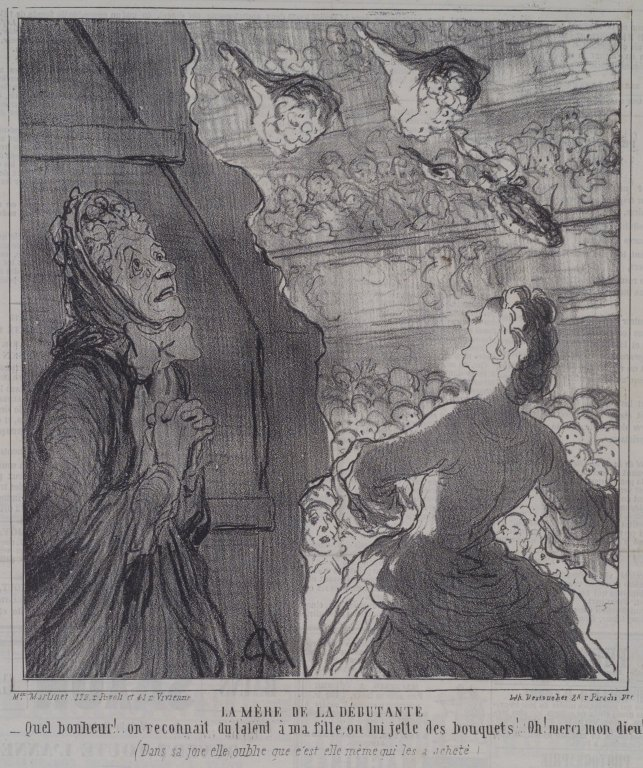
La Mère de la débutante, Honoré Daumier, vers 1864 : « "Quel bonheur on reconnaît du talent à ma fille,on lui jette des bouquets. oh merci mon Dieu" (Dans sa joie, elle oublie que c'est elle-même qui les a achetés). »
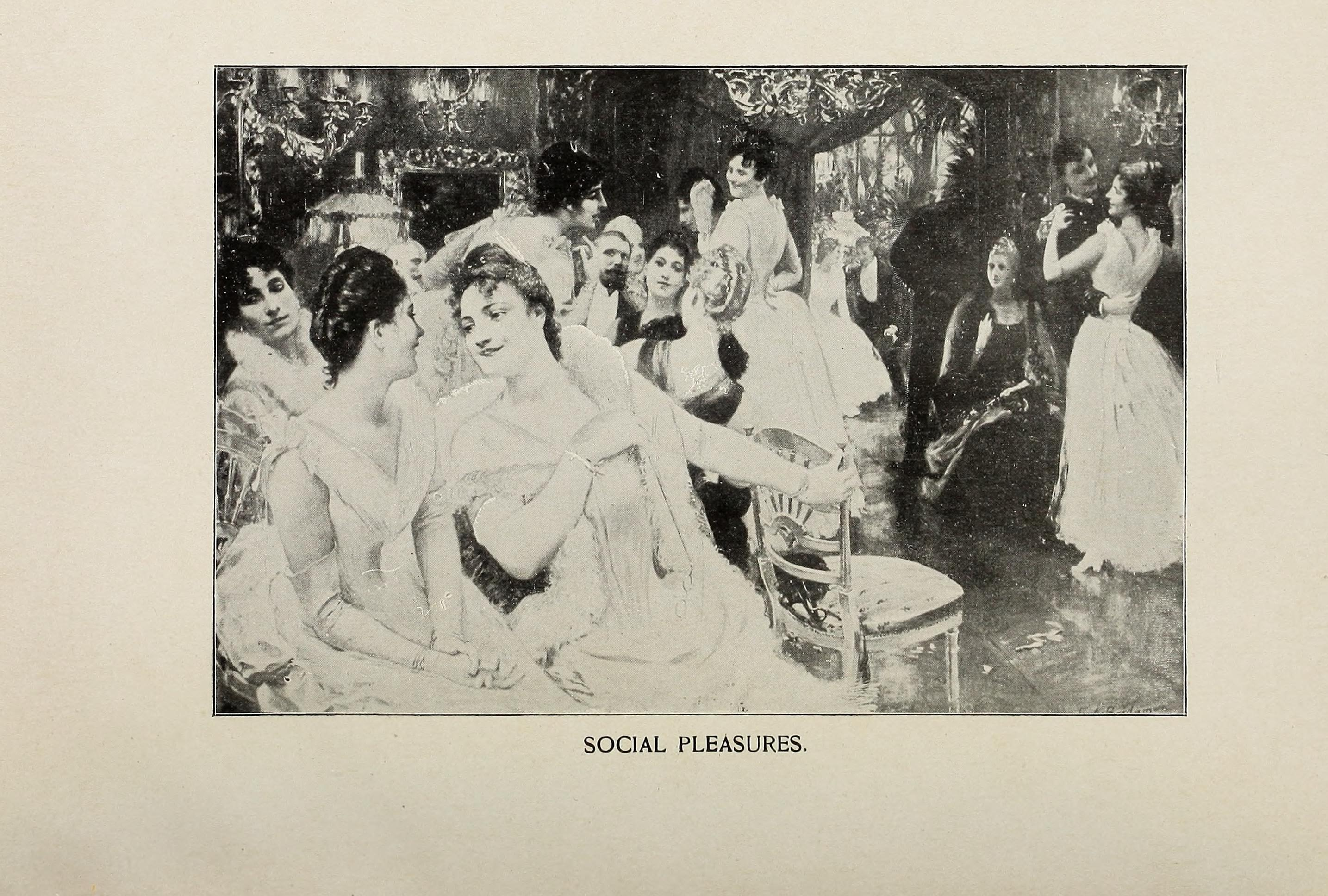
Social pleasures in Youth's educator for home and society (1896)

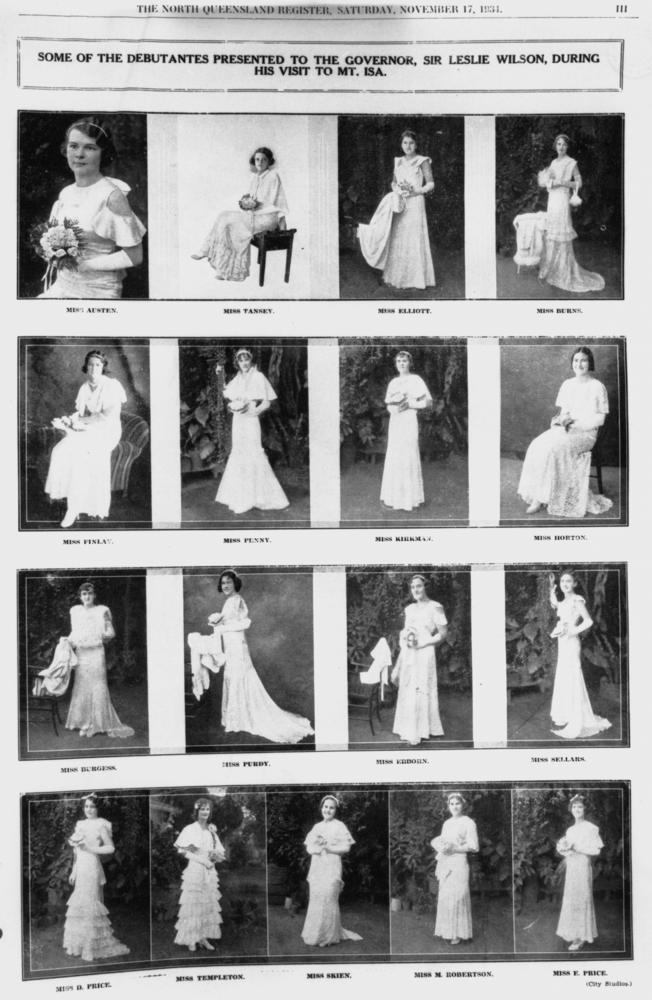
Certaines des débutantes présentées au gouverneur, Sir Leslie Wilson, lors de sa visite à Mount Isa en 1934.
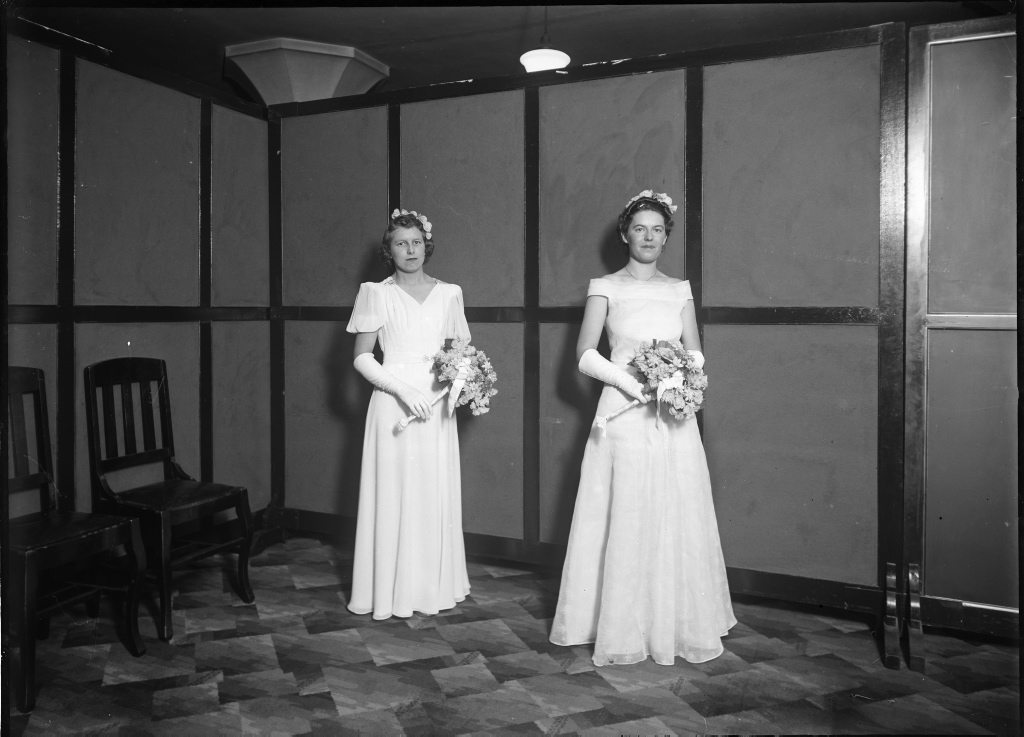
Bal des débutantes de la St Anne's Catholic Church, North Bondi (en), au Mark Foy's (en) Empress Ballroom, Sydney, Australie, 24 mai 1939
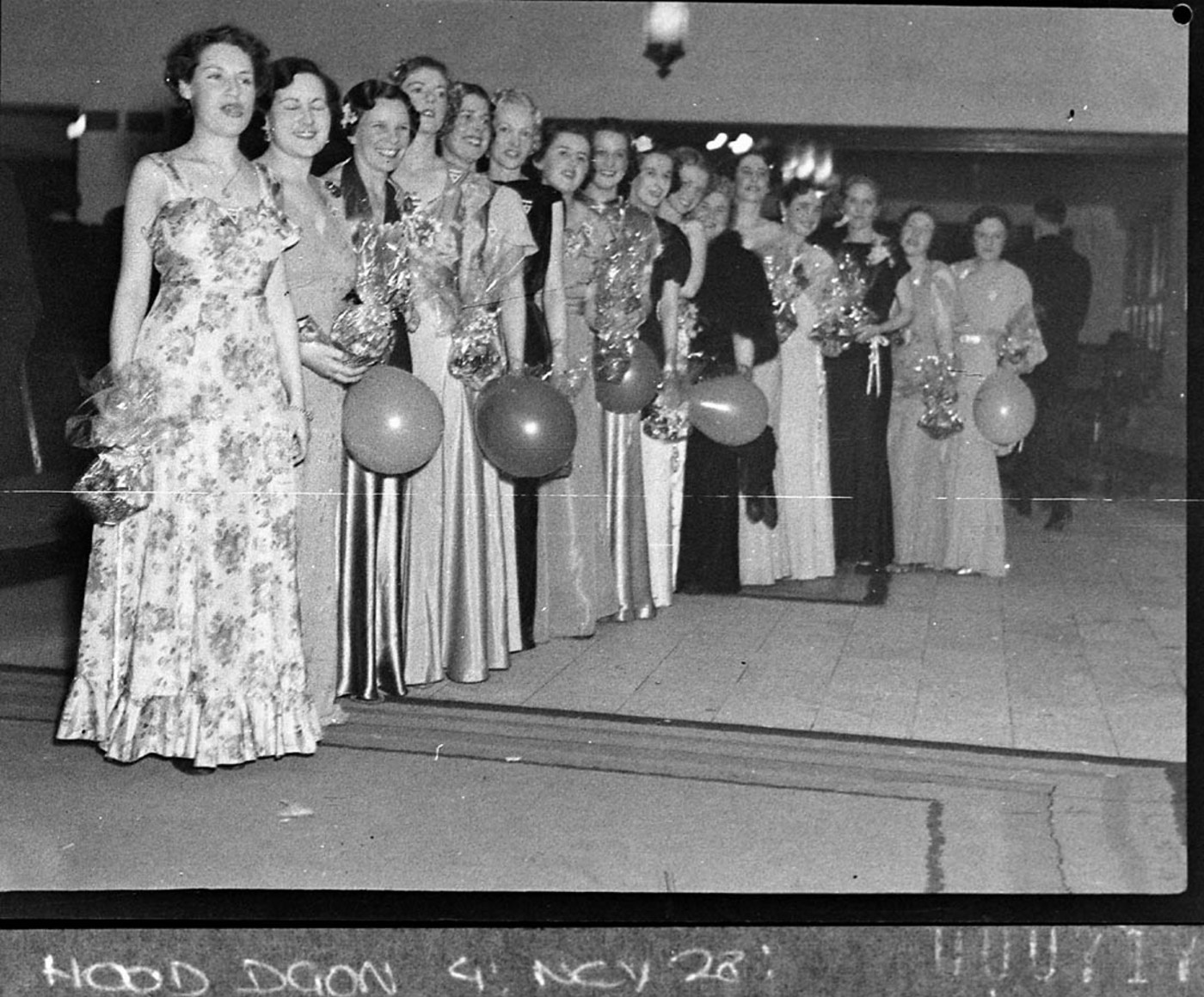
Débutantes au Radio Ball, Sydney, 3 juillet 1937
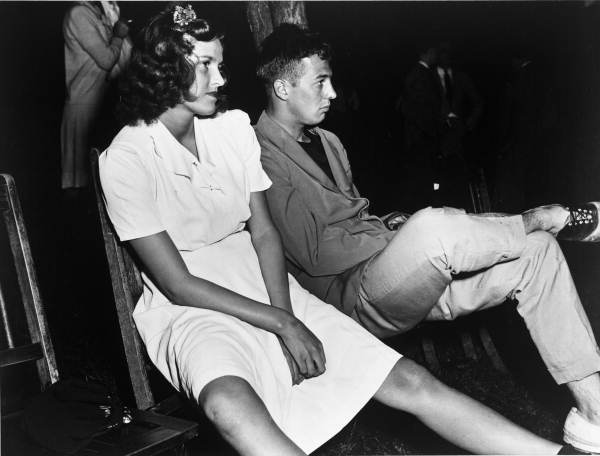
Jeune couple à un bal de débutantes, Philadelphie, 1940

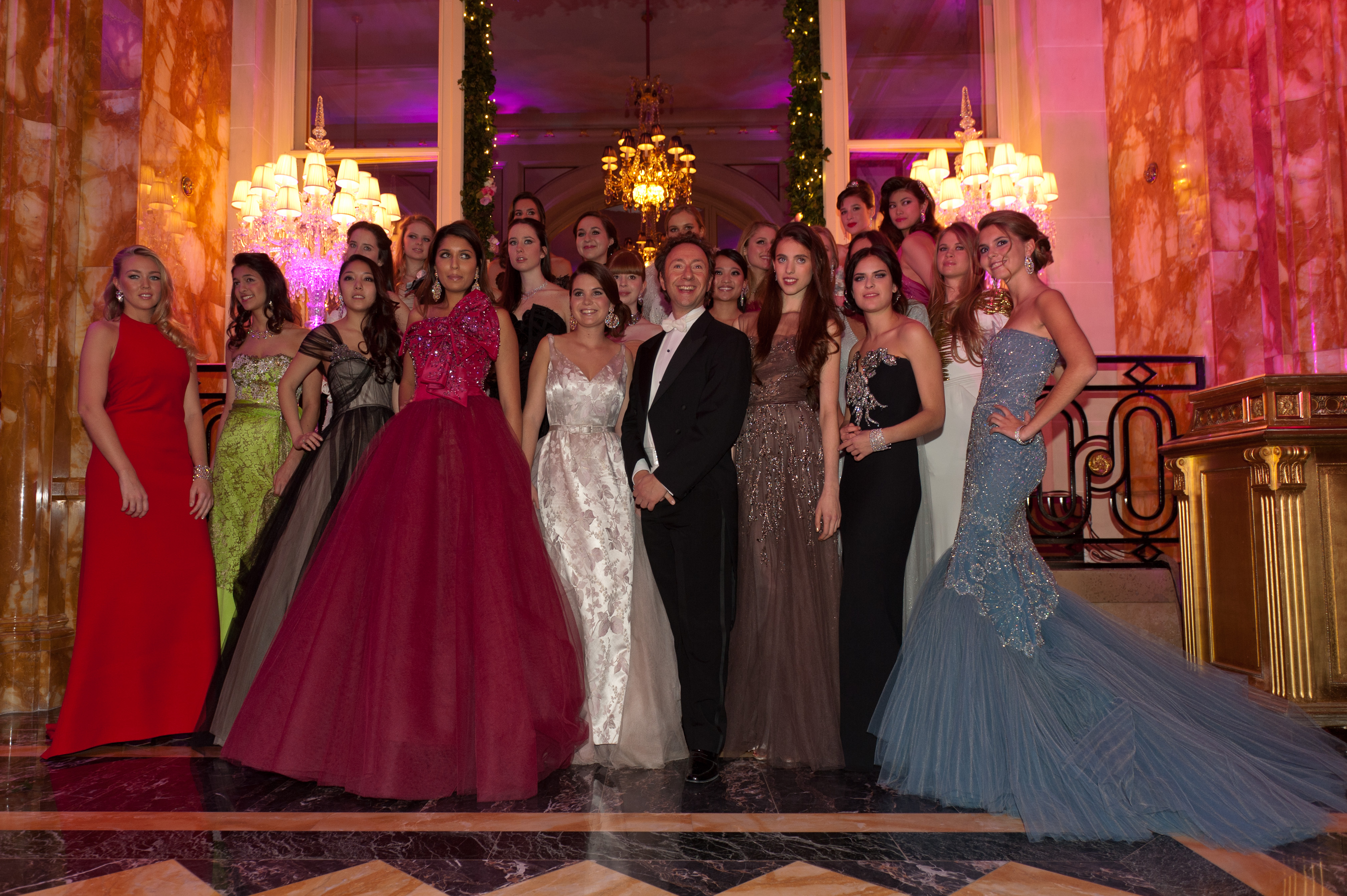
Stéphane Bern et des débutantes au Bal des Débutantes, Paris, 2011.
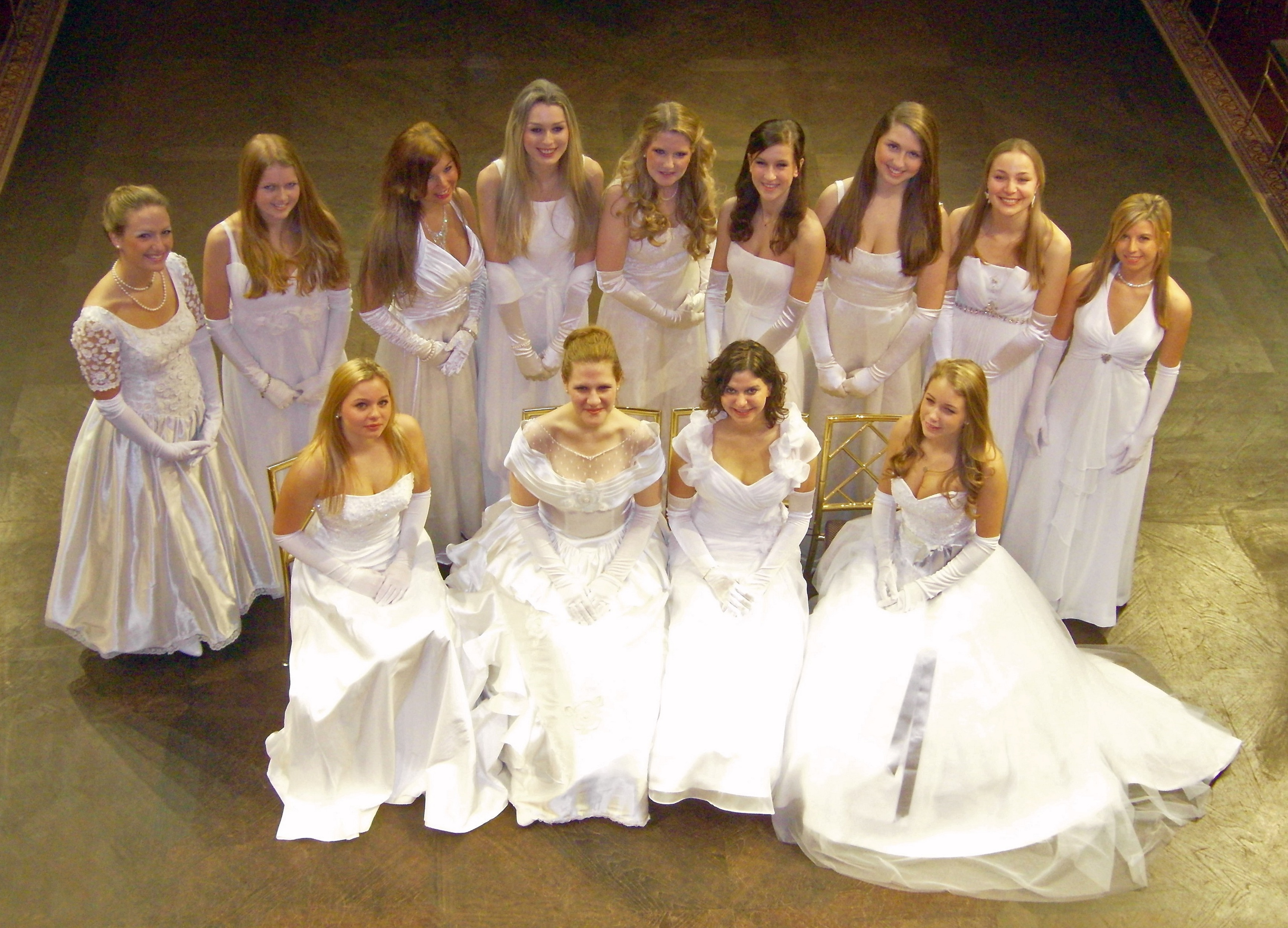
Débutantes au Chrysanthemenball (de) de Munich, 2012
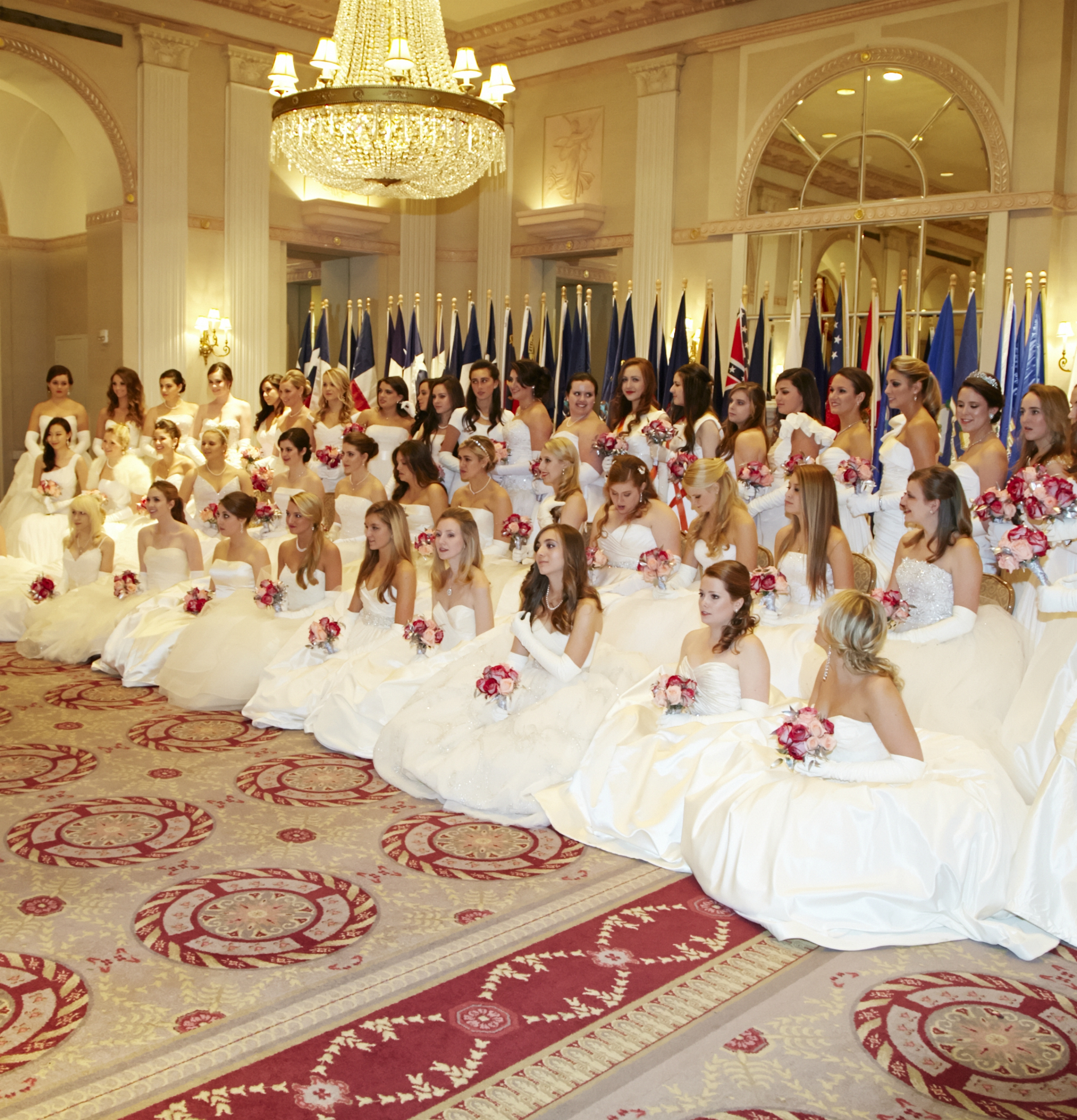
International Debutante Ball, 2012